# Герберт, Джон, 8-й граф Поуис
Джон Джордж Герберт, 8-й граф Поуис ( англ. John George Herbert, 8th Earl of Powis; род. 19 мая 1952) — британский пэр, заседавший в Палате лордов в 1993—1999 годах. Он носил титул учтивости — виконт Клайв с 1988 по 1993 год.

## Ранняя жизнь
Родился 19 мая 1952 года. Старший сын Джорджа Уильяма Герберта, 7-го графа Поуиса (1925—1993), и достопочтенной Кэтрин Одейн де Грей (род. 1928). Среди его младших братьев и сестер — достопочтенный Майкл Клайв Герберт, достопочтенный Питер Джеймс Герберт, достопочтенный Эдвард Дэвид Герберт, леди Лоррейн Элизабет Герберт и леди Никола Венди Герберт.
Его бабушкой и дедушкой по отцовской линии были преподобный Перси Герберт (1885—1968), епископ Нориджа, и достопочтенная Элейн Орд-Паулетт (1895—1984), дочь Уильяма Орд-Паулетта, 5-го барона Болтона (1869—1944). Его бабушкой и дедушкой по материнской линии были подполковник Джордж де Грей, 8-й барон Уолсингем (1884—1965), и Гиацинт Ламбарт Боуэнс.
Его исключили из школы, Веллингтон-колледжа, в возрасте 14 или 15 лет, и он говорит, что именно в это время он стал антиимпериалистом. Позже он окончил Университет Макмастера в Онтарио, Канада, со степенью магистра искусств, а в 1994 году — со степенью доктора философии.

## Карьера
Джон Герберт был доцентом Колледжа Искупителя в Гамильтоне, Онтарио, с 1990 по 1992 год.
После смерти своего отца 13 августа 1993 года он стал 8-м графом Поуисом в дополнение к ряду других вспомогательных титулов.
В 2021 году во втором эпизоде Empire State of Mind лорд Поуис сказал журналисту Сатнаму Сангере, что ему хотелось бы, чтобы статуя его предка, Роберта Клайва Индийского, не находилась в центре Шрусбери.

## Личная жизнь
В 1977 году Джон Герберт женился на Марийке Софии Гутер, дочери Маартена Нанне Гутера и Воутертье Боу. У них четверо детей:
- Джонатан Николас Уильям Герберт, виконт Клайв (род. 5 декабря 1979)[1], старший сын и наследник отца
- Леди Стефани Мойра Кристина Герберт (род. 1982)[1]
- Леди Саманта Джули Эстер Герберт (род. 1988)[1]
- Достопочтенный Александр Себастьян Джордж Герберт (род. 1994)[1].

«Семья Гербертов до сих пор живёт в части замка Поуис по соглашению с Национальным фондом». В замке находится «множество артефактов Великих Моголов, собранных Клайвом и его семьей».